# Dakimakura

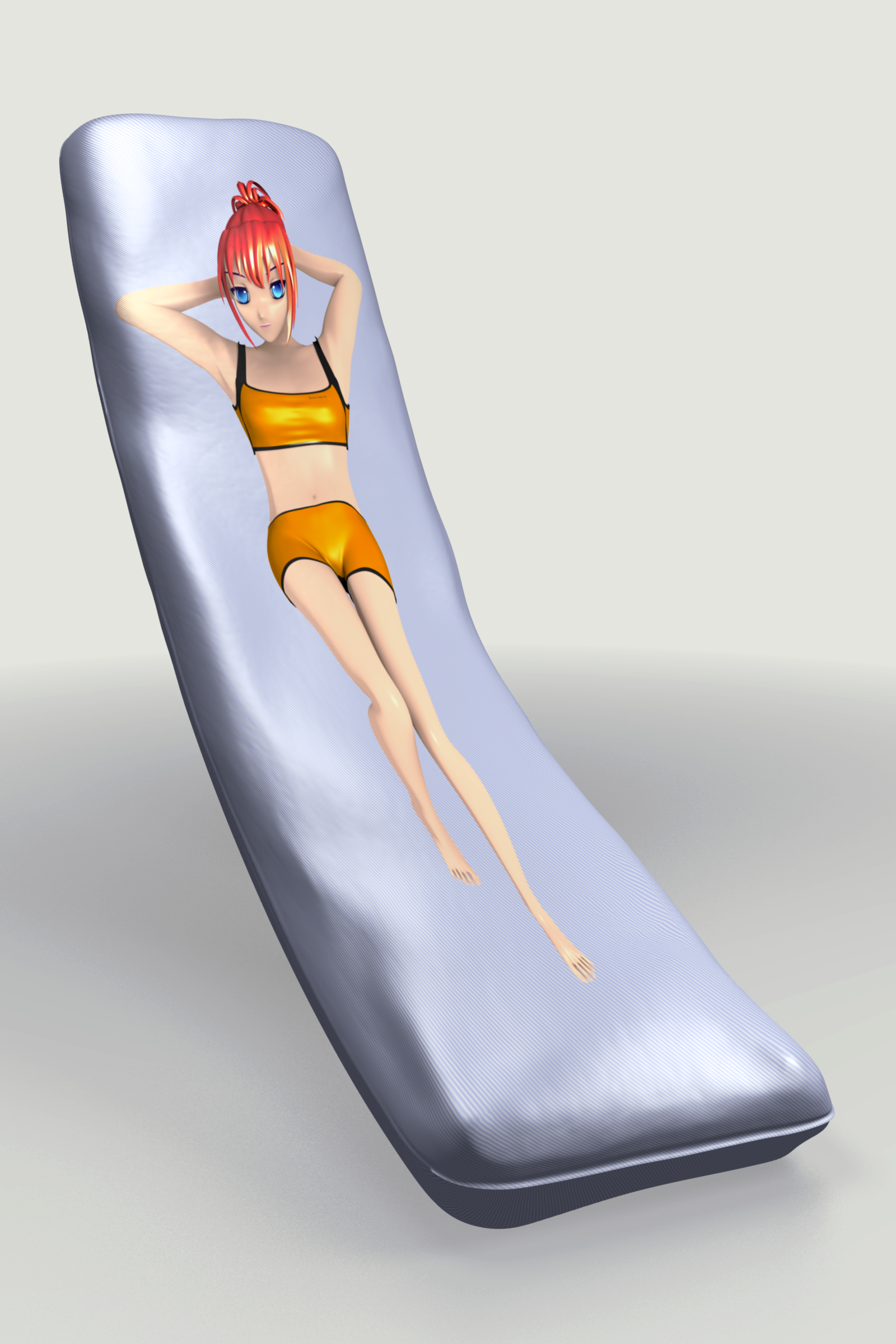
Un dakimakura

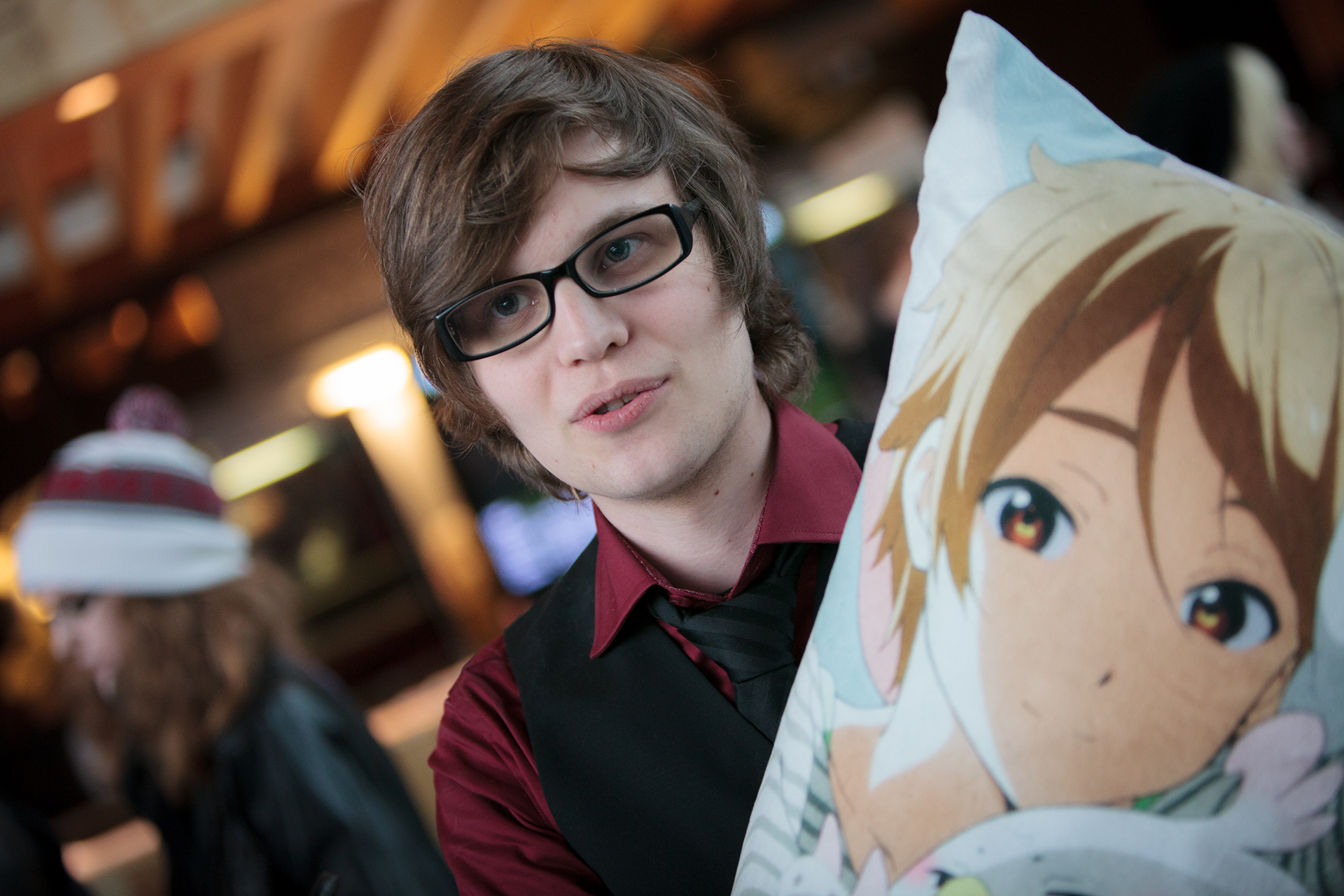
Desucon Frostbite 2014 - chico sujetando un dakimakura.

Un dakimakura (抱き枕dakimakura?) es un tipo de almohada larga japonesa. La palabra se traduce a menudo como "almohada para abrazar". Desde el punto de vista semántico, los dakimakura no son diferentes a las almohadas ortopédicas occidentales, y son comúnmente utilizados por la juventud japonesa como "objetos de seguridad". Sin embargo, desde una perspectiva occidental, la palabra "dakimakura" se emplea principalmente para indicar las almohadas con ilustraciones gráficas de los personajes masculinos y femeninos en el estilo bishōnen y bishōjo, que posteriormente fue adaptada para todo tipo de personajes de cuerpo completo.

## Historia
A finales de la década de 1990 y principios de la de 2000, los dakimakura comenzaron a entrelazarse con la cultura otaku, dando lugar a la producción de fundas de almohada con imágenes impresas de bishōnen y bishōjo de varios anime o galge. Muchos de estos dakimakura fueron lanzados por la marca Cospa, una tienda de ropa que actualmente sigue lanzando los dakimakuras oficiales.

## Tamaños
Las dakimakuras están disponibles en dos tamaños principales, 160 o 150 cm de largo, con 50 cm de ancho y 100 cm de circunferencia).
Antes de mediados de la década de 2000, las dakimakuras estaban disponibles en un solo tamaño; 160 cm × 50 cm. Desde finales de la década de 2000, el dakimakura de 150 cm × 50 cm estuvo disponible y se volvió cada vez más popular debido a los ahorros en los costos de envío por estar por debajo del límite de peso de correo aéreo de 2 kg.
Debido al aumento de popularidad, se han creado nuevos tamaños para adaptarse a todas las alturas y edades, y aunque hay otros tamaños disponibles, los 5 tamaños más populares son: 180x60, 170x60, 160x60, 150x50 y 140x40 cm.
Las almohadas de amor son un subconjunto de dakimakuras que generalmente representan imágenes de tamaño real de personajes en poses sugerentes. Pueden representar personajes de anime, personajes furry o actores de películas.